# Turn Up the Radio
"Turn Up the Radio" je pjesma američke pjevačice Madonne s dvanaestog sudijskog albuma MDNA. Pjesma je objavljena 5. kolovoza 2012. kao treći singl s albuma. Napisali su je Madonna, Martin Solveig, Michael Tordjman and Jade Williams, a Madonna i Solveig su ujedno i producenti. Po strukturi je to dance pjesma s utjecajem popa i elektronske glazbe.
Pjesma govori o snazi glazbe, a Madonna zapovjeda slušateljima da pojačaju radio dok zvučnici ne puknu. Kritičari su pjesmu dočekali s pohvalama, te je većina naglašavala kako je pjesma vrhunac albuma te su hvalili njezinu produkciju. Međutim, neki kritičari su tekst proglasili klišejskim. Pjesma je uvrštena na popis MDNA Tour.

## Nastanak pjesme i objava
"Turn Up the Radio" su napisali Madonna, Martin Solveig i Sunday Girl. Izvorno je napisana za Solveigov peti studijski album Smash (2011.) s vokalom Sunday Girl. Međutim pjesma je svoje mjesto ustupila njihovoj drugoj suradnji pod nazivom "Let's Not Play Games". Iako se pjesma nije pojavila na Solveigovom albumu, no ju je bez obzira izvodio uživo. U srpnju 2011., Madonna je pozvala Solveiga u studio u London, Taj susret je urodio s tri pjesme za MDNA, zajedno s "Turn Up The Radio". Solveig je prokomentirao:
"Prvo sam mislio da ćemo raditi na jednoj pjesmi; to je bio neki prvi plan. Pokušajmo raditi na jednoj pjesmi i krenimo od tu - bez previše razmišljanja o predaji, i radeći ono što ima smisla. [...] Napravili so jednu pjesmu, zatim i drugu i baš smo se zabavili stvarajući glazbu. I to je bio vrlo privilegiran trenutak. Madonna nije bila pod nikakvim pritiskom, imala je vremena za to sve; to je bilo jedino što je radila u to vrijeme."
Guy Oseary, Madonnin manager, je 11. travnja 2012. na svom Twitter profilu odgovorio Madonninom obožavatelju kojega je zanimalo koja će pjesma biti objavljena kao treći singl s MDNA. On je odgovorio da je "Turn Up The Radio" "najvjerojatniji treći singl", dok je sama Madonna 5. srpnja 2012. najavila da će upravo ta pjesma zasigurno biti treći singl i da će biti objavljena 5. kolovoza. 2012.

## Kompozicija
Pjesma počinje klavijaturama prije nego dođe prijelaz u dance-pop inspiriran glazbom '80-ih. Kritičari su ustvrdili kako je pjesma nedvojbeno različita od prva dva singla - "Give Me All Your Luvin'" i "Girl Gone Wild" - te su također ustvrdili da bi pjesma bila puno bolji izbor za najavni singl s albuma. Tekstualno, ona govori slušatelju da stane na trenutak, da pobjegne od svijeta kroz glazbu, s tekstom poput: "I don't know how I got to this stage / Let me out of my cage cause I'm dying / Turn up the radio, turn up the radio / Don't ask me where I wanna go, we gotta turn up the radio." Također govori kako bi svi trebali odmoriti i zabaviti se. Prema na NME "pjesma nastavlja nezinu glavnu poruku kroz karijeru da treba ući u ritam ujedinjenja buržaozije i pobune." Nick Levine iz The National (Abu Dhabi) ukazuje kako se pjesma nadovezuje na njezin hit iz 2006. "Get Together".

## Uspjeh na ljestvicama
Prije samog objavljivanja pjesme kao singla, "Turn Up the Radio" je dospio na 68. mjesto Japan Hot 100 zbog velikog digitalnog preuzimanja pjesme praćeno puštanjem pjesme u radijskom eteru. Pjesma je dospjela i na 125. mjesto južnokorejske ljestvice digitalnih singlova.

## Promocija

### Glazbeni video
Glazbeni video za pjesmu "Turn Up the Radio" je sniman u Firenci 18. i 19. lipnja 2012. Redatelj video je Tom Munro koji je režiroa i Madonnin video iz 2008. za pjesmu "Give It 2 Me". Poluminutni pregled prikazan je 13. srpnja 2012. dok je cijeli video prikazan 16. srpnja 2012. na Madonninoj YouTube stranici.

### Izvedbe uživo
Madonna je izvodila pjesmu na njezinoj MDNA Tour kao treću pjesmu drugog dijela koncerta. Nakon uvoda "Tune Up The Hits" koji je sadržavao isječke njezinih najvećih hitova, Madonna dolazi na pozornicu s gitarom i pjeva pjesmu. Iza nje se na pozornici izmjenjuju različiti blokovi.

## Ljestvica
| Ljestvica (2012)        | Najviša pozicija |
| ----------------------- | ---------------- |
| Japan                   | 35               |
| Južna Koreja            | 125              |
| Španjolska              | 30               |
| Ujedinjeno Kraljevstvo  | 175              |
| US Hot Dance Club Songs | 1                |

## Datum objavljivanja
| Regija                 | Datum              | Format                  |
| ---------------------- | ------------------ | ----------------------- |
| Australija             | 3. kolovoza 2012.  | digitalni remix EP      |
| Ujedinjeno Kraljevstvo | 5. kolovoza 2012.  | digitalni remix EP      |
| Sjedinjene Države      | 7. kolovoza 2012.  | digitalni remix EP      |
| Njemačka               | 17. kolovoza 2012. | digitalni remix EP      |
| Sjedinjene Države      | 25. rujna 2012.    | Top 40/Mainstream radio |

## Zasluge i ljudstvo
- Madonna — tekstopisac, producent
- Martin Solveig — tekstopisac, producent, sintisajzer, bubnjevi, ostali instrumenti
- Sunday Girl — tekstopisac
- Michael Tordjman — tekstopisac, sintisajzer
- Sarm West Studios — studio
- MSR Studios — studio